# Схенкевелд, Барт
Бартоломеу "Барт" Схенкевелд (нидерл. Bartholomew "Bart" Schenkeveld; МФА: [ˈbɑrt ˈsχɛŋkəˌvɛlt]; родился 28 августа 1991 года, Ден-Хорн, Южная Голландия) — нидерландский футболист, защитник греческого клуба «Панатинаикос».

## Ранние годы
Схенкевелд родился 28 августа 1991 года в нидерландской деревне Ден-Хорн, которая располагается между городами Гаага и Роттердам.

## Клубная карьера
В возрасте пяти лет Схенкевелд вступил в местный любительский клуб СВ «Ден-Хорн». Отыграв там один сезон, Барт поступил в футбольную академию «Фейеноорда», в которой первоначально начал тренироваться в качестве правого вингера, однако вскоре был переведён в защиту. Футболист успешно окончил обучение, однако в возрасте 15 получил травму (частичный разрыв передней крестообразной связки колена), которая остановила его карьеру на пять месяцев. Схенкевелд решил вернуться раньше, что только ухудшило состояние его здоровья. В общей сложности Барту пришлось восстанавливаться почти два года.
Его возвращение состоялось 29 ноября 2008 года в молодёжном матче среди юношей до 19 лет против клуба «Спарта». Тренер молодёжной команды «Фейеноорд» Жан-Поль ван Гастел был впечатлён возвращением Схенкевелда. Ровно через год после своего возвращения, 19 ноября 2009 года, защитник дебютировал за «Фейеноорд» в чемпионате Нидерландов в выездном матче с АДО Ден Хааг.
23 декабря 2011 года «Фейеноорд» подписал сделку с клубом «Эксельсиор», и в сезоне 2011/12 футболист выступал за команду на правах аренды. В августе 2012 года было объявлено, что Барт продолжит карьеру в составе «Хераклеса».
3 августа 2015 года Схенкевелд на правах свободного агента перешёл в ПЕК Зволле, заключив с клубом контракт на три года. Дебютировал в команде 12 августа, выйдя на замену в матче с «Камбюром».
В августе 2017 года перешёл в австралийский клуб «Мельбурн Сити», с которым заключил контракт на два года.
В августе 2019 года перебрался в греческий «Панатинаикос».

## Сборная Нидерландов
Схенкевелд известен также и на мировой футбольной арене: в 2005 году он был капитаном сборной Нидерландов до 15 лет, которая в товарищеском матче одержала победу над ирландской сборной со счетом 3:1. Молодой футболист продолжил свою международную карьеру и в нидерландской сборной до 16 лет, однако пропустил чемпионаты юношей до 17 и до 18 лет из-за тяжёлых травм. После своего выздоровления защитник вновь вошёл в сборную Нидерландов до 19, которая в 2010 году обыграла Германию со счетом 3:0.